# Pötenitz
Pötenitz ist ein Ortsteil der Stadt Dassow im Landkreis Nordwestmecklenburg in Mecklenburg-Vorpommern.

## Geografie

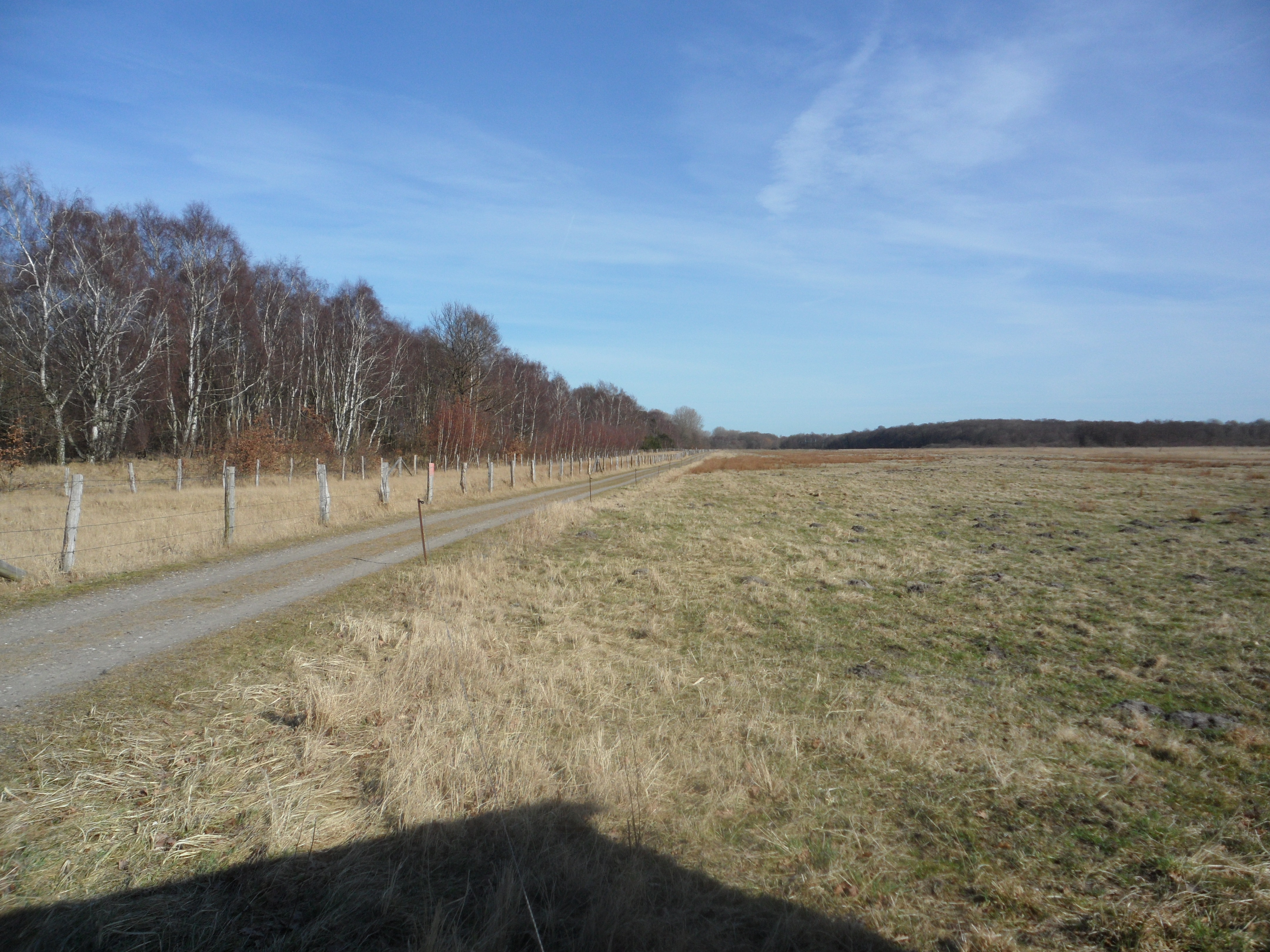
Ehemaliger Kolonnenweg nördlich Pötenitz

Der Ort liegt sechs Kilometer nordwestlich von Dassow. Die Gemarkung Pötenitz reicht im Norden bis an die Lübecker Bucht heran und bildet hier den westlichsten Strand- und Uferanteil des Bundeslandes Mecklenburg-Vorpommern an der Ostsee. Die Pötenitzer Strandwiesen, die auf nacheiszeitlich ausgebildete Strandwälle zurückgehen und die nähere Umgebung des Ortes von der offenen Ostsee abschnitten, bilden heute den nordwestlichsten Teil vom Naturschutzgebiet Küstenlandschaft zwischen Priwall und Barendorf mit Harkenbäkniederung.
Im Westen liegt eine Ausbuchtung der Trave, die Pötenitzer Wiek. Diese gehört zu Schleswig-Holstein und somit bildet das Ufer des Gewässers zudem die Grenze zwischen den Bundesländern, welche bis 1990 Teil der Innerdeutschen Grenze war. Die Uferzone der Pötenitzer Wiek und der im Westen und vor allem im Südwesten vorhandene Naturwald zählen ebenfalls zum zuvor genannten Naturschutzgebiet. Fast die gesamte südliche Hälfte der Gemarkung gehört zum EU-Vogelschutzgebiet „Feldmark und Uferzone an Untertrave und Dassower See“.
Die Nachbarorte sind Rosenhagen im Nordosten, Harkensee im Osten, Feldhusen im Südosten, Johannstorf im Süden, Volkstorf im Südwesten sowie Priwall im Nordwesten.

## Geschichte
Das Gut Pötenitz war bis 1854 Pertinenz (Nebengut) von Johannstorf. Um Eigentum- und Hoheitsrechte auf dem Priwall gab es jahrhundertelange Auseinandersetzungen mit der Stadt Lübeck. 1803 bestätigte der § 9 des Reichsdeputationshauptschlusses den Priwall als ausschließliches Eigenthum der Stadt Lübeck; Mecklenburg-Schwerin erhielt als Abgeltung alter Ansprüche dafür die Lübecker Hospitaldörfer auf Poel – gegen den öffentlichen Einspruch des damaligen Eigentümers von Johannstorf und Pötenitz, Michael Gottfried Eckermann. 1843 hatte Pötenitz 142 Einwohner und eine Schule. Seit 1782 im Besitz der Familie Eckermann, 1896, mit Volkstorf, des Barward Christian Matthias Gustav Eckermann, kam Pötenitz 1902 in den Besitz der Familie von Brocken. Und dies blieb es bis 1945. Bis nach 1941 bewohnte die Witwe Armgard von Brocken, geborene von Biel-Zierow, das Herrenhaus Pötenitz, sie lebte nach der Bodenreform zuletzt in Erbach im Rheingau.
Am 1. Juli 1950 wurde die bis dahin eigenständige Gemeinde Rosenhagen eingegliedert.
Die bis dahin selbstständige Gemeinde Pötenitz wurde zum 13. Juni 2004 aufgelöst und als Ortsteil in die Stadt Dassow eingegliedert.
Luftwaffenzeugamt Pötenitz
In der Zeit des Nationalsozialismus errichtete die Luftwaffe an der Pötenitzer Wiek in der Nähe des Ortes ein Zeugamt, das als Schnittstelle zwischen waffenherstellender Industrie und verschiedenen Stellen in der Luftwaffe fungieren sollte. Nach Kriegsende wurde das Gelände des Luftwaffenzeugamts durch alliierte Truppen zerstört.

## Bauwerke

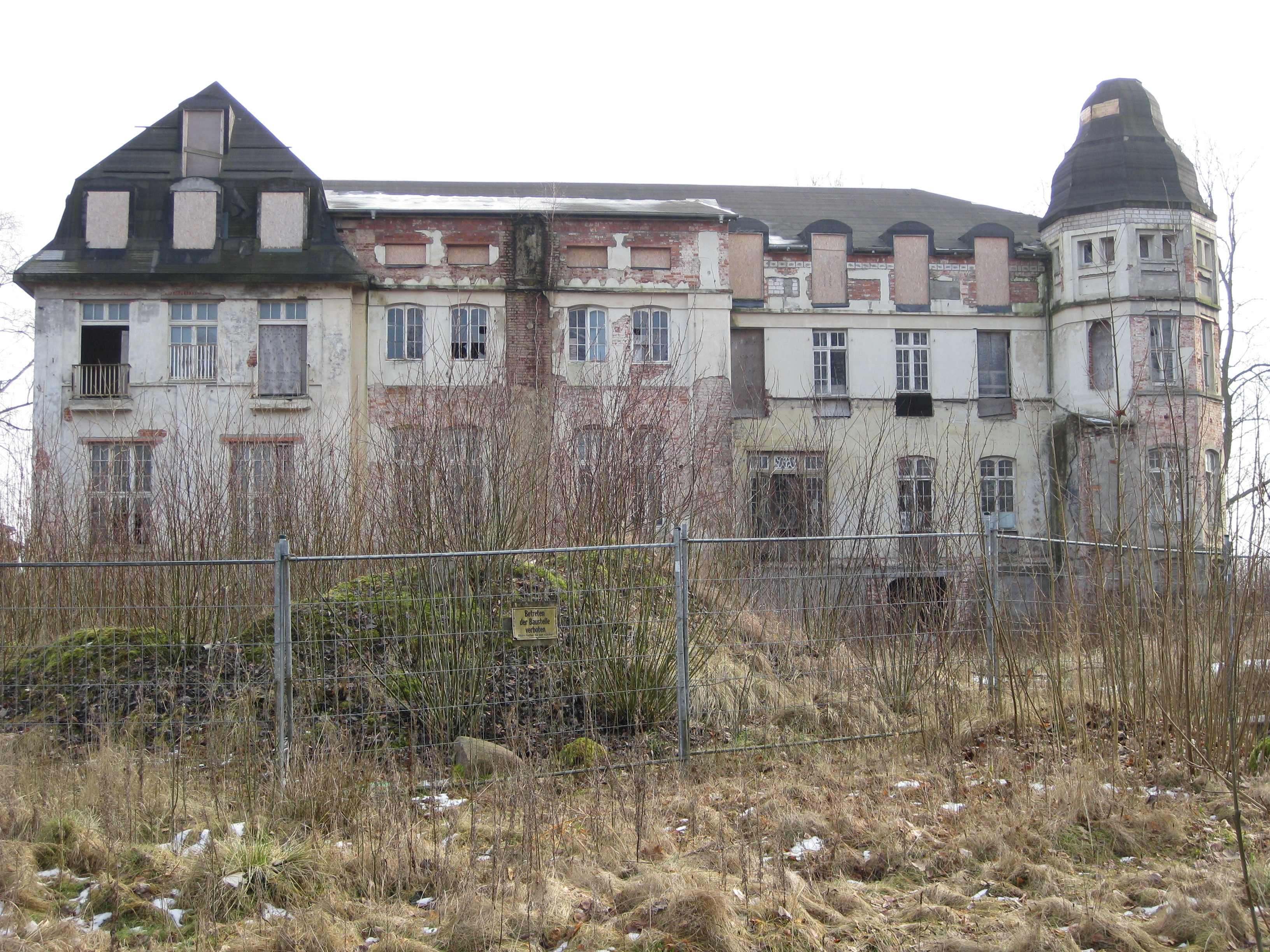
Schloss Pötenitz von der Parkseite

Das Schloss Pötenitz und die dazugehörige Gutsanlage befinden sich am Nordrand der Siedlung und stehen unter Denkmalschutz.

## Verkehr
Die wichtigste Straßenverbindung für den Ort stellt die Kreisstraße NWM 45 dar. Durch sie ist Pötenitz mit dem Priwall im Nordwesten und der Stadt Dassow im Südosten verbunden. Die Ortslage ist zudem von Osten her über die Kreisstraße NWM 3 zu erreichen.
Die Bahnstrecke Schönberg–Dassow wurde 1937/1938 in Regie der Luftwaffe über den bisherigen Endbahnhof Dassow hinaus bis in das Luftwaffenzeugamt verlängert. In Pötenitz gab es keinen Personenbahnhof, sondern es wurde sämtlicher ziviler Personen- und Güterverkehr an der Übergabestelle bei Einfahrt in das Luftwaffenzeugamt bei km 13,4 abgewickelt. Im Zeugamt selbst lagen noch 8,8 km Gleise. Der Eisenbahnanschluss wurde bereits im Juni 1945 gesperrt und für Reparationsleistungen an die Sowjetunion vorgesehen. Der Abschnitt zwischen Dassow-Vorwerk und Pötenitz wurde 1949 abgebaut.

## Persönlichkeiten
- Anton von Brocken (1871–1931), Major d. R., Rechtsritter des Johanniterordens und ab 1902 Besitzer des Schlosses Pötenitz[12]